# Naissance en 1278
Naissance
- 1274
- 1275
- 1276
- 1277
- 1278
- 1279
- 1280
- 1281
- 1282

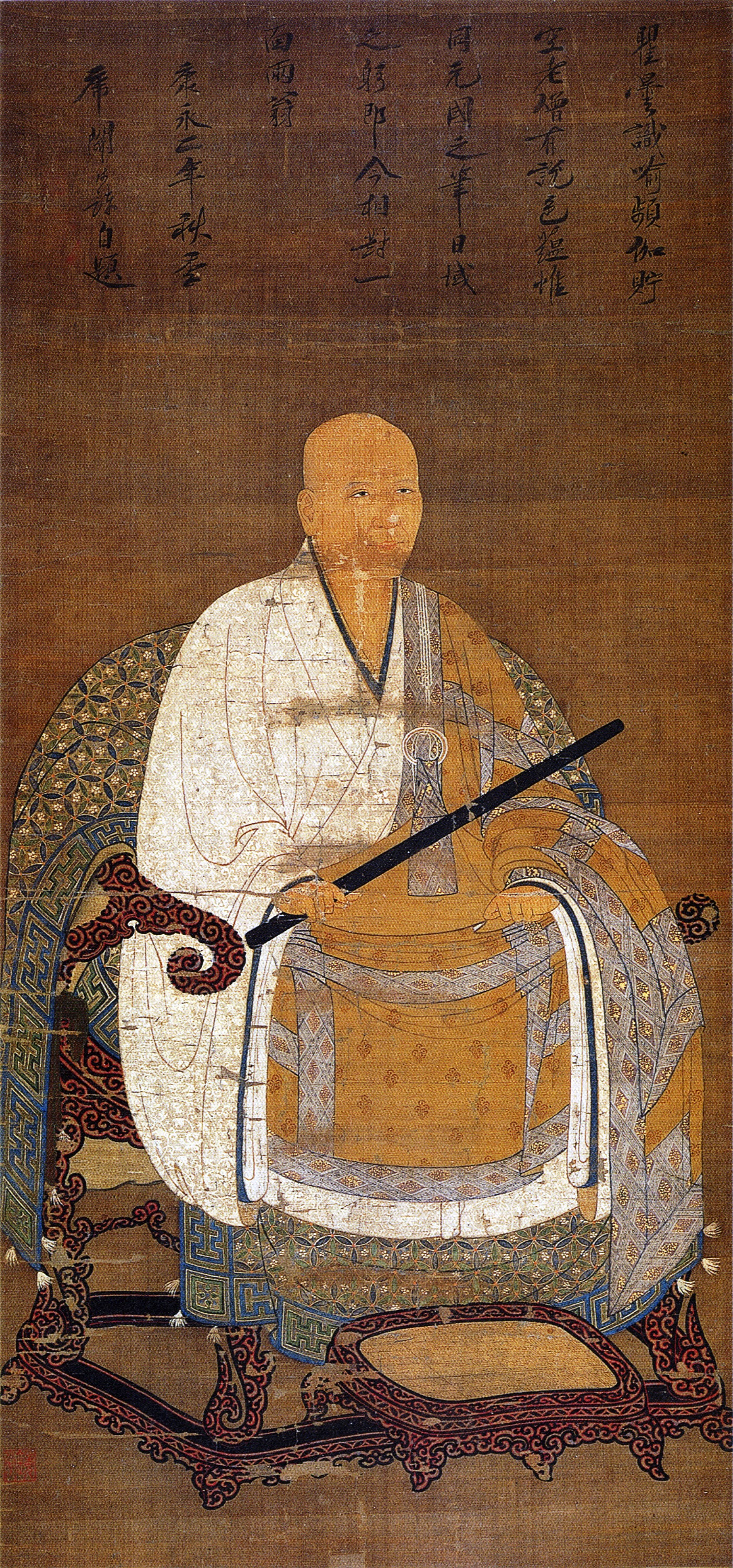
Kokan Shiren, né en 1278.

Cette page dresse une liste de personnalités nées au cours de l'année 1278 :
- 10 novembre : Philippe Ier de Tarente, prince de Tarente et d'Achaïe, « despote de Romanie »  et empereur titulaire de Constantinople.

- Przemysl, duc d'Inowrocław, vassal de Venceslas II, duc de Dobrzyń, vassal de la Pologne, un des gouverneurs de la Poméranie de Gdańsk, duc de Bydgoszcz et de Wyszogród, duc de Sieradz.
- Ladislas d'Oświęcim, ou Przemysl de Sieradz, duc d’Oświęcim.
- Ferdinand de Majorque, prince catalan.
- Jacques de Majorque, infant de Majorque, il renonce au trône en 1299 pour intégrer l'ordre franciscains.
- Philippe Ier de Piémont,  également connu sous le nom de Philippe Ier de Savoie, seigneur de Piémont et prince d'Achaïe.
- Hōjō Munekata, dixième kitakata rokuhara Tandai (sécurité intérieure de premier rang de Kyoto).
- Hōjō Sadaaki, membre du clan Hōjō, est le huitième rokuhara Tandai minamikata (chef de second rang de la sécurité intérieure de Kyoto).
- Kokan Shiren (en), bouddhiste japonais de l'école Rinzai.

## Crédit d'auteurs
- Cet article est partiellement ou en totalité issu de l'article intitulé « 1278 » (voir la liste des auteurs).